# اپوزیسیون سوریه (۲۰۱۱–۲۰۲۴)
اپوزیسیون سوریه (عربی: المعارضة السورية)، اصطلاحی فراگیر برای گروه‌های شورشی سوری بود که در طول جنگ داخلی سوریه با رژیم بعث بشار اسد، مخالف بودند و می‌جنگیدند.

## گروه‌های سیاسی
اپوزیسیون سوریه، ساختار سیاسی مشخصی ندارند. در دسامبر ۲۰۱۵، اعضای اپوزیسیون، در ریاض عربستان سعودی، گرد هم آمدند. ۳۴ گروه در این گردهمایی شرکت کردند که هدفشان دستیابی به یک هیئت واحد برای مذاکرات با دولت وقت سوریه بود. گروه‌های شاخص حاضر عبارت بودند از:
- ائتلاف ملی سوریه، که از پیاده‌سازی ژنو ۲ که خواهان تشکیل یک نهاد حاکم انتقالی در سوریه بود، حمایت می‌کرد.
- کمیته هماهنگی ملی سوریه که خواهان مذاکره برای یک انتقال صلح آمیز بود.
- گروه‌های مسلح:
  - جیش الاسلام
  - احرار الشام
  - جبهه جنوبی

گردهمایی دسامبر ۲۰۱۵ مشخصاً این گروه‌ها را شامل نشد:
- حزب اتحاد دموکراتیک و وابستگان آن
- گروه‌های مسلح سلفی مانند جبهه النصره